# Demarcación de cable en España
Una demarcación de cable es una subdivisión administrativa del territorio español en que una empresa de telecomunicaciones puede prestar servicio de cable, como acceso a Internet (HFC) o televisión por suscripción (CATV). 
En el proceso de liberalización del mercado español de las telecomunicaciones, se adjudicó el permiso para la prestación de este servicio a Telefónica Cable, de manera automática, y en todo el país (pero con una moratoria inicial), y se sacaron a concurso licencias adicionales para que otras empresas compitieran con el ex monopolio. Esta forma de apertura del mercado llevó a que algunas demarcaciones de gran interés (como Madrid o Barcelona) fueran duramente disputadas entre empresas mientras que otras quedaron desiertas.

## Actuales operadores por demarcación

Demarcación de cable por provincias. En rojo, Vodafone; en naranja, Euskaltel; en rosa, R; en azul, Telecable, y en gris, ninguno establecido.

| Demarcación            | Operador  |
| Álava                  | Euskaltel |
| Albacete               | Vodafone  |
| Alicante               | Vodafone  |
| Almería                | Vodafone  |
| Asturias               | Telecable |
| Ávila                  | Vodafone  |
| Badajoz                | Ninguna   |
| Barcelona              | Vodafone  |
| Burgos                 | Vodafone  |
| Cáceres                | Ninguna   |
| Cádiz                  | Vodafone  |
| Cantabria              | Vodafone  |
| Castellón              | Vodafone  |
| Ceuta                  | Ninguna   |
| Ciudad Real            | Vodafone  |
| Córdoba                | Vodafone  |
| Coruña                 | R         |
| Cuenca                 | Vodafone  |
| Gerona                 | Vodafone  |
| Granada                | Vodafone  |
| Guadalajara            | Vodafone  |
| Guipúzcoa              | Euskaltel |
| Huelva                 | Vodafone  |
| Huesca                 | Vodafone  |
| Islas Baleares         | Vodafone  |
| Jaén                   | Vodafone  |
| La Rioja               | Vodafone  |
| Las Palmas             | Vodafone  |
| León                   | Vodafone  |
| Lérida                 | Vodafone  |
| Lugo                   | R         |
| Madrid                 | Vodafone  |
| Málaga                 | Vodafone  |
| Melilla                | Ninguna   |
| Murcia                 | Vodafone  |
| Navarra                | Vodafone  |
| Orense                 | R         |
| Palencia               | Vodafone  |
| Pontevedra             | R         |
| Salamanca              | Vodafone  |
| Santa Cruz de Tenerife | Vodafone  |
| Segovia                | Vodafone  |
| Sevilla                | Vodafone  |
| Soria                  | Vodafone  |
| Tarragona              | Vodafone  |
| Teruel                 | Vodafone  |
| Toledo                 | Vodafone  |
| Valencia               | Vodafone  |
| Valladolid             | Vodafone  |
| Vizcaya                | Euskaltel |
| Zamora                 | Vodafone  |
| Zaragoza               | Vodafone  |